# Sekundærrute 181
De Sekundærrute 181 is een secundaire weg in Denemarken. De weg loopt langs de westkust van Denemarken van Hanstholm via Thyborøn en Hvide Sande naar Varde. De Sekundærrute 181 loopt door Noord en Midden-Jutland en Zuid-Denemarken en is ongeveer 202 kilometer lang.